# 六盘山站
六盘山站位于中华人民共和国宁夏回族自治区固原市泾源县六盘山镇，建于1995年，是宝中铁路上的一个铁路车站，现办理客货运业务，车站及其上下行区间均已电气化。车站距离宝鸡站256公里，隶属中国铁路兰州局集团固原车务段，是四等站。